# Naoki Sugai
Naoki Sugai (født 21. september 1984) er en japansk fodboldspiller.
Han har spillet for flere forskellige klubber i sin karriere, herunder Vegalta Sendai.